# Nahima Lanjri
Nahima Lanjri, née le 17 février 1968 à Borgerhout (Belgique), est une femme politique belge flamande d'origine marocaine, membre du CD&V. Elle est licenciée en traduction et fut enseignante.

## Fonctions politiques
- 1992-1999 : collaboratrice de cabinet
- Depuis 1995 : conseillère communale à Anvers
- 1999-2001 : collaboratrice de direction à l'Association des Employeurs et Cadres chrétiens (VKW) (Enseignement et Emploi)
- 2001-2003 : conseillère du président du CD&V (politique des grandes villes)
- 2001-2003 : vice-présidente du CD&V
- Depuis 2001 : membre du conseil d'administration de la Vereniging van Vlaamse Steden en Gemeenten (VVSG)
- 2003-2007 : membre de la Chambre des représentants
- 2007-2010 : sénatrice élue directe
- 2010-     : députée fédérale belge